# Tinashe
Tinashe Jorgenson Kachingwe (* 6. února 1993, Lexington) je americká zpěvačka, herečka a tanečnice. Její hudební styl zahrnuje alternativní R&B, pop a hip hop.

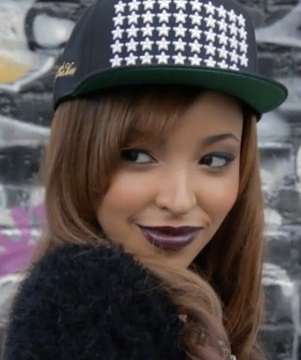
Tinashe v roce 2013

## Kariéra a tvorba
Již před rokem 2007 se objevila v různých televizních rolích, v roce 2007 dabovala v seriálu Avatar: Legenda o Aangovi, hrála jednu z hlavních rolí v televizním seriálu "Out of Jimmy's Head", následně se také objevila ve čtyřech dílech Dva a půl chlapa. V témže roce se přidala do nově vznikající dívčí pop skupiny The Stunners. O dva roky později vydaly první singly "Bubblegum" a "We Got It". Skupina The Stunners byla předskokanem Justina Biebera při jeho světovém turné v roce 2010. V roce 2011 se dívčí skupina rozešla.
Následně se Tinashe ve svém domově učila nahrávat a editovat písně. Na svém YouTube kanále začala zveřejňovat covery písní. Po nahrání videoklipu ke coveru "How To Love" od Lil Wayne dostala nabídku ke kolaboraci s OFM na vydání singlu "Artificial People". První solo singl "Can't Say No", ve kterém použila hudbu Britney Spears z její písně Blur, vydala na podzim roku 2011.

### Mixtapy aAquarius
V únoru 2012 byl vydán její první mixtape, typ bezplatných nahrávek používaný v hip hopu, které si interpret produkuje sám, většinou pro získání publicity a vyhnutí se autorským právům, s názvem In Case We Die. Mixtape se skládal ze 4 písní. "Chainless" byl první singl z tohoto mixtapu, který se dostal na iTunes. "My High" byl použit při hraní na jejích oficiálních stránkách. Zbývající písně "This Feeling" a "Boss" byly vydány v průběhu roku 2015, respektive v květnu a srpnu.
V červnu 2012 byla oznámena spolupráce Tinashe s RCA Records. V září vydala druhý mixtape, Reverie, tentokrát se 3 písněmi tj. "Ecstasy", "Stargazing" a "Who Am I Working For?" Dále pokračovala ve vydávání písní a na podzim v roce 2013 vydala další mixtape Black Water. Mixtape zahrnoval 13 skladeb, největší ohlas z nich měl však singl "Vulnerable", na kterém spolupracovala s rapperem Travisem Scottem. V roce 2014 začala pracovat na svém prvním albu. V rámci propagace vydala píseň 2 On s rapperem Schoolboy Q. Skladba se dostala na americkou hitparádu Billboard Hot 100, kde se vyšplhala na 24. místo. Jako druhý singl si americká zpěvačka vybrala skladbu "Pretend" tentokrát s rapperem ASAP Rocky. Deska Aquarius byla vydána 7. října 2014 a debutovala na Billboard 200 na 17. místě.
Mimo vydání singlu "All Hands On Deck" z alba Aquarius Tinashe vydala v březnu 2015 další mixtape, Amethyst, se sedmi písněmi, které nahrála o Vánocích ve svém domě, kde má studio. Mezitím, bez pomoci hudebního vydavatele, si natočila a editovala videa k písním Aquarius, ze stejnojmenného alba, ve kterém jsou všechny písně zahrnuty, "Bet", "Cold Sweat" a "Bated Breath".

### NightrideaJoyride
Dne 2. září 2015 nahrála na svůj YouTube kanál teaser na její nové album Joyride. O týden později byl vydán singl "Party Favors" s rapperem Young Thugem. Tento singl zveřejnila bez vědomí nakladatelství RCA, které v tu dobu podepsalo smlouvu se Zaynem Malikem. Pravděpodobně se RCA zajímalo více o Zayna a tak nechtěla otálet ve vydávání singlů. Tinashe později dodala, že s nakladatelstvím problémy nemá a lidi v něm ji pomáhají, někdy je dle ní lepší převzít sama iniciativu.
Dne 2. října vydala další skladbu "Player" s Chrisem Brownem. Pár měsíců poté mezi nimi vznikla přestřelka na sociálních sítích. V rozhovoru prozradila, že spolupráce s Chrisem nebyla její volba a šlo spíše o nucenou spolupráci od vydavatelství. O necelé tři týdny později se objevila po boku Chance the Rappera na singlu od Snakehips "All My Friends". Byla také součástí amerických koncertů Pinkprit Tour zpěvačky Nicki Minaj a Prismatic World Tour Katy Perry.
S přicházejícím albem Joyride v lednu 2016 oznámila turné za účelem větší propagace alba. Za měsíc ovšem celé turné zrušila. Jako důvod uvedla, že se chce více soustředit na tvorbu nových písní pro album. Mělo se koncertovat od února do května 2016 napříč státy Severní Ameriky, Evropy, Asie a Oceánie. 2. února vydala singl ze svého chystaného alba s názvem "Ride of Your Life".
V létě 2016 představila svůj nový singl "Superlove". V září pak další oficiální singl z připravovaného alba Joyride "Company". Aktivní byla i nadále a potvrdila spekulace, že pracuje na novém singlu Britney Spears, která jí je vzorem. Singl "Slumber Party" byl vydán 16. listopadu.
Dne 4. listopadu 2016 ohlásila na svém Twitteru, že během práce na albu Joyride pracovala také na mixtape Nightride. Obě její práce mají představovat její osobnost v jiné podobě a přesto patřící k sobě.
V březnu 2017 se připojila k turné Maroon 5. Ve stejném měsíci na naléhání nakladatelstvím vydala nový singl "Flame".
V červnu 2017 prohlásila, že pracuje znova na svém druhém albu Joyride. Začátkem roku 2018 vydala stěžejní singl "No Drama" s americkým rapperem Futurem, ve kterém zpívá o snaze ze strany vydavatelů zakonzervovat ji a onálepkovat, aby se lépe prodávala. Poté následovaly singly "Faded Love" s rapperem Offsetem a "Me So Bad" s rappery Ty Dolla Signem a French Montanou. Album Joyride, které vzniklo plně pod jejím vedením bylo vydáno 14. dubna 2018. O píseň "Joyride", po které je album pojmenované, měla zájem i Rihanna pro svoje album ANTI. Tinashe bylo řečeno, že si píseň tým Rihanny koupil. Tinashe a její tým o píseň tolik usilovali, že ji vykoupili zpět. Písně "No Contest" a "Salt" si Tinashe nahrála sama v domácím studiu. Deska byla jak žebříčkový, tak i finanční propadák. Desky se prodalo okolo 10 000 kusů a v Billboard 200 debutovala na 58. místě.

### Nashe a konec v RCA Records
12. června 2018 vydala song "Like I Used To", který je součástí připravovaného alba Nashe, což má být její alter ego, které žije na vysoké noze, cítí se sebevědomě a nutí pochybovat ostatní ženy. Na albu spolupracovala s producentem Hitmaka. O dva týdny později představila z připravovaného alba druhý singl "Throw a Fit". Přestože neexistuje žádné oficiální stanovisko ohledně ukončení projektu Nashe, producent Hitmaka potvrdil, že projekt byl zrušen.
Od konce září se zúčastnila soutěžní show 'Dancing With The Stars' aneb 'Když hvězdy tančí'. Vzhledem k tanečním zkušenostem Tinashe byli spolu se svým tanečním partnerem Brandonem Armstrongem označováni za profesionální taneční pár.
Ve třetím týdnu show si se svým partnerem zatančila rumbu na akustickou verzi jejího hitu 2On. O týden později, navzdory vysokému hodnocení od porotců, vypadli.
Na začátku roku 2019 Tinashe na svém instagramovém profilu zveřejnila fotku s "Error 404", která byla převzata ze stránek RCA, kde Tinashe přestala figurovat na seznamu umělců připsaných právě k tomuto labelu. To byl náznak, že Tinashe už nespolupracuje s RCA. O ukončení spolupráce zatím žádná ze stran neučinila oficiální stanovisko. Není tudíž známo, kdo tuto spolupráci ukončil, ani ze strany Tinashe nebyl oznámen název labelu, pod který by se zaštítila. Její manažer Mike Nazzaro potvrdil tyto informace a dodal, že odchod z nakladatelství RCA měl pro Tinashe pozitivní vliv. Ve svém instagramovém videu sdílí za doprovodu její nové hudby svoji frustraci ohledně tlaku ze strany labelu, fanoušků či společnosti obecně, kteří omezovali její uměleckou svobodu. Nynější stav označuje jako zásadní změnu k lepšímu v jejím uměleckém životě. Ve svém živém vysílání také pustila několik nově dokončených písní.

### Songs For You
Tinashe téměř po roce sdílení snippetů její nové hudby a fungování jako nezávislá zpěvačka ohlásila skrze trailer, že vydá její nový mixtape Songs For You. V rámci propagace pozvala 50 nejvěrnějších fanoušků do Londýna a do Los Angeles na tzv. listening party, kde fanoušci dostali možnost si poslechnout mixtape dříve než zbytek veřejnosti a rovněž i dát Tinashe i zpětnou vazbu. První singl z Songs For You se jmenuje Die A Little Bit, na němž spolupracovala s rapperkou Ms.Banks a jenž má vyjít 24. října 2020. O dva týdny později vydala rovněž i druhý singl Touch & Go, na nějž si pozvala amerického rappera 6LACK. Album Songs For You vydala rovněž o dva týdny později, tj. 21. listopadu 2019. Album, které si vydala pod vlastní značkou Tinashe Music Inc., obsahuje i písně, na nichž spolupracovala s producentem Hitmaka a které se měli objevit na projektu Nashe. Tinashe potvrdila, že se již dříve tohoto roku upsala k labelu Roc Nation, jenž založil rapper Jay-Z, ale toto album vydala sama na své vlastní náklady.

## Diskografie

### Studiová alba
- Aquarius (2014)
- Nightride (2016)
- Joyride (2018)
- Songs for You (2019)

### Mixtapy
- In Case We Die (2012)
- Reverie (2012)
- Black Water (2013)
- Amethyst (2015)
- Nightride (2016)

## Osobní život
Její otec, povoláním učitel herectví, pochází ze Zimbabwe, matka má předky z Irska, Dánska, Norska a Spojeného království. Rodiče se seznámili během rande na slepo. Její jméno znamená v překladu z afrického jazyka šona "Jsme s Bohem". Mimo zpěvu se zajímá o tanec, hru na klavír nebo taekwondo, v němž je držitelkou černého pásu. V období dospívání byla členkou taneční skupiny a kromě toho také fanynkou Harryho Pottera. Objevila se v hudebním videu Justina Biebera "Baby". Jako bývalá oběť šikany je aktivním členem v anti-šikanové skupině.
V minulosti otevřeně kritizovala roli nahrávacích společností v hudebním průmyslu.